# Memorido
Memorido (em latim: Memoridus) foi um oficial romano do século IV que exerceu a função tribuno sob o imperador Joviano (r. 363–364). Em 363 foi enviado com o notário Procópio para Sirmio com a missão de informar ao sogro do imperador, Luciliano, que o imperador Juliano, o Apóstata (r. 361–363) havia falecido e que ele mesmo havia se tornado ascendido ao trono, além de oferecer a Luciliano o posto de mestre dos soldados (magister militum) e a Malarico de mestre da cavalaria (magister equitum) da Gália. Mais tarde partiu como Procópio para Tiana onde informou Jovino da recusa de Malarico em aceitar o posto ofertado a ele na Gália e também da morte de Luciliano numa rebelião.